# Diaspidiotus pyri
Diaspidiotus pyri är en insektsart som först beskrevs av Lichtenstein 1881.  Diaspidiotus pyri ingår i släktet Diaspidiotus och familjen pansarsköldlöss. Inga underarter finns listade i Catalogue of Life.